# Лоран Терзиеф
Лоран Терзиеф (на френски: Laurent Terzieff) е френски актьор. 

## Биография
Той е самоук актьор, роден в семейство на руски скулптор и приложничка имигранти във Франция. Като юноша той се увлича от философия и поезия. Очарован от театралния спектакъл на режисьора Роже Блин и пиесата на Аугуст Стриндберг „Соната за призраци“, той решава да се посвети на театъра.
Изучава занаята направо от извора като работи първо като сценичен работник, суфльор, фигурант, и дубльор преди през 1952 да дебютира благодарение на Жан-Мари Саро в пиесата на Артюр Адамов „Всички срещу всички“.
През 1961 г. той основава своя театрална компания на свое име и играе в малки частни театри.
Политически ангажиран през 1960 подписва Манифеста на 121-те срещу войната в Алжир, а през 2002 петиция Не с нашите имена срещу войната в Ирак.
В киното той играе във филми на Луис Бунюел – „Млечният път“ през 1969 г., в „Затворничката“ на Анри Жорж Клузо – 1968 г. и в „Медея“ на Пазолини – 1969 г.
В киното той работи още с Филип Гарел и Жан-Люк Годар. Във филма „Червената целувка“ играе ролята на тротцкист, а в „Жерминал “ – на анархист.
Играе в театралните пиеси на Артюр Адамов, Бертолт Брехт, Пол Клодел, Райнер Мария Рилке, Пиер Корней и Луиджи Пирандело.
Независим, взискателен и скромен имената на авторите Леонид Андреев, Славомир Мрожек и Оскар Милош, Едуард Олби и др. стават известни благодарение на неговото театрално дело.
Лоран Терзиеф е отличаван многократно за своя талант като актьор и режисьор включително с френския национален Орден за заслуги и наградата Молиер.

## Избрана филмография

### Като актьор
| година | филм               | оригинално заглавие    | роля                   | режисьор            |
| ------ | ------------------ | ---------------------- | ---------------------- | ------------------- |
| 1959   | Бурна нощ          | La notte brava!        | Руджеро                | Мауро Болонини      |
| 1959   | Капо               | Kapò                   | Саша                   | Джило Понтекорво    |
| 1969   | Млечният път       | La Voie lactée         | Жан                    | Луис Бунюел         |
| 1969   | Медея              | Medea                  | Хирон                  | Пиер Паоло Пазолини |
| 1976   | Татарската пустиня | Il deserto dei Tartari | лейтенант фон Амерлинг | Валерио Дзурлини    |

### Като озвучител

#### 1959 година
| година | филм | оригинално заглавие | роля       | режисьор        |
| ------ | ---- | ------------------- | ---------- | --------------- |
| 1959   | Арая | Araya               | Разказвача | Марго Бенасераф |